# Safe House - Nessuno è al sicuro
Safe House - Nessuno è al sicuro (Safe House) è un film del 2012 diretto da Daniel Espinosa.
Film d'azione statunitense con protagonisti Denzel Washington e Ryan Reynolds.

## Trama
Tobin Frost è un ex agente della CIA che, 10 anni dopo aver disertato, viene catturato e portato in una "safe house" per essere interrogato sotto tortura dai suoi ex-compagni. In quel mentre una squadra di mercenari attacca la casa sicura e uccide quasi tutti gli agenti. Tobin, portato via dall'unico agente sopravvissuto, la recluta Matt Weston, dovrà di malavoglia fare coppia con lui per sfuggire ai mercenari.

## Promozione
Il primo trailer ufficiale del film è stato distribuito online il 3 novembre 2011. Dopo una settimana dall'uscita del trailer in lingua inglese, il 10 novembre 2011 è stato messo online anche il primo trailer in lingua italiana..

## Distribuzione
Il film è stato distribuito dalla Universal Pictures nelle sale statunitensi a partire dal 10 febbraio 2012, mentre nelle sale italiane è uscito il 2 marzo.
A partire dal 5 giugno 2012 il film è stato distribuito negli Stati Uniti in Blu-ray Disc e DVD, mentre in Italia è disponibile in Blu-ray Disc, DVD e in copia digitale a partire dal 4 luglio 2012.

## Accoglienza

### Incassi
Nel primo week-end negli Stati Uniti ha incassato 39.300.000 dollari

## Citazioni e riferimenti
Nella parte iniziale di Safe House è presente una citazione del film La grande fuga. Questa accade quando Ryan Reynolds fa rimbalzare una pallina da tennis nel muro proprio come il Capitano Hilts, interpretato da Steve McQueen.